# Tlogoagung (Kedungadem)
Tlogoagung is een bestuurslaag in het regentschap Bojonegoro van de provincie Oost-Java, Indonesië. Tlogoagung telt 3398 inwoners (volkstelling 2010).